# Willi Burger
Willi Burger (Milano, 1934) è un armonicista italiano, campione del mondo di armonica cromatica nel 1955 in una competizione della Fédération Internationale de l'Harmonica, è considerato uno dei più famosi armonicisti classici viventi.

## Biografia
Ha al suo attivo sette album con accompagnamento di pianoforte (Marcello Parolini, chitarra classica (J.E. Alvarez), quintetto d'archi (Capriccio Harmonico Ensemble). Oltre a musica classica ha inciso il brano Funky Beat a lui dedicato da Andrea Bandel, in cui dimostra la  sua ecletticità artistica.
Si è esibito in molti importanti teatri in Italia e all'estero e a importanti festival di armonica in Europa, Taipei e Singapore.
Nel 2006 ha vinto la competizione "Armonica di cristallo" ideata dall'associazione belga di armonica.
È membro del Diploma examination panel for Harmonica diploma examination alla National University of Singapore (NUS).
Nel 2008 ha suonato al concerto di gala della SPAH a St. Louis (USA) accompagnato al pianoforte da Marcello Parolini.
Tra le sue collaborazioni nella musica leggera sono da ricordare quella con Gino Paoli nel 45 giri Sassi/Maschere e con Fabrizio De Andrè in La ballata dell'eroe/La ballata del Miché.